# Созвездие (концерн)

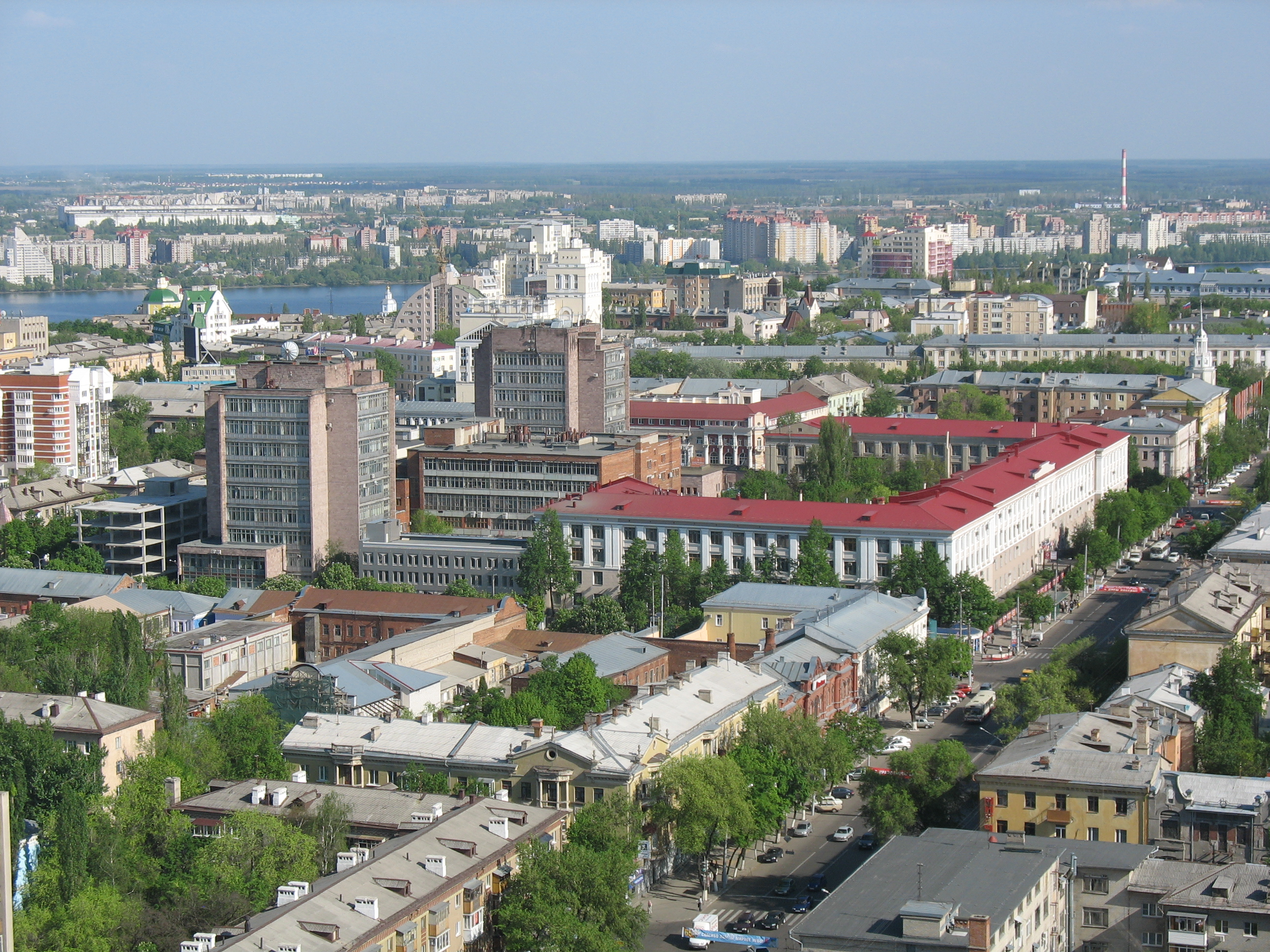
вид на головное здание концерна с бизнес-центра «Галерея Чижова»

Концерн «Созвездие» — предприятие радиоэлектронного комплекса России, специализирующееся на разработке и производстве комплексов, систем и средств связи для Вооруженных Сил Российской Федерации и других спецформирований, а также продукции двойного и гражданского назначения. Является головным предприятием интегрированной структуры Концерн «Созвездие», объединяющей 20 предприятий из 11 регионов страны. Головной офис расположен в Воронеже. Входит в объединённый холдинг «Росэлектроника» Госкорпорации «Ростех». Минпромторгом России концерн «Созвездие» внесен в реестр ведущих предприятий радиоэлектронной отрасли страны.
Концерн «Созвездие» определён головным предприятием:
- по разработке и созданию ЕСУ ТЗ;
- по научно-техническому сопровождению работ в области развития техники радиоэлектронной борьбы с системами управления войсками (силами);
- по системам связи в Вооруженных Силах РФ[2].

Концерн «Созвездие» удерживает передовые позиции в освоении и внедрении технологий CDMA, WiFi, WiMAX, ведет разработки LTE. Концерн участвует в совместном производстве с зарубежными партнерами.
Из-за вторжения России на Украину предприятие находится под международными санкциями Евросоюза и ряда других стран

## История

### Воронежский институт связи
Воронежский научно-исследовательский институт связи (ВНИИС) создан в 1958 году по приказу Председателя Государственного комитета Совета Министров СССР по радиоэлектронике В. Д. Калмыкова. В мае 1958 года были зачислены первые 86 специалистов, перешедшие во ВНИИС из Конструкторского бюро Воронежского радиозавода «Электросигнал». До 1961 года специалисты работали в главном корпусе Политехнического института.
Первоначальной тематикой института были средства связи для тактического звена управления вооружёнными силами и аппаратура передачи данных в комплексах противовоздушной обороны. Но в короткие сроки она была значительно расширена — работы велись как по гражданской тематике, так и в интересах других родов войск министерства обороны и силовых структур страны.
Среди первых изобретений института — аппаратура для подвижной радиотелефонной системы с равнодоступными каналами «Алтай», на смену которой сегодня пришла сотовая связь. Изделие введено в эксплуатацию одним из первых в мире в 1963 году. Аналогичная американская система IMTS была введена в эксплуатацию годом позже, а европейские и японские системы — только в 1970-х. В ряде городов России «Алтай» был востребован до 2000 года.
За 55 лет деятельности института связи было разработано и внедрено в производство пять поколений систем связи для нужд министерства обороны, спецслужб и отраслей народного хозяйства. Это около 600 наименований изделий и комплексов связи, тактико-технические характеристики которых не только не уступают лучшим зарубежным образцам, но и по ряду параметров даже превосходят их. Причем, каждое последующее поколение техники по степени интеграции используемых БИС на два порядка превышает предыдущее. Среди систем и комплексов связи, разработанных и произведенных предприятием в разные годы: «Алтай», «Брусчатка», «Эфир-М», «Арбалет», «Акведук», «Туф», «Панцирь-С1», «Брелок», «Блеск», «Базелит» и многие другие.

### Концерн «Созвездие»
Концерн «Созвездие» создан в 2004 году на базе Воронежского НИИ связи во исполнение Указа Президента РФ. Компания призвана сохранять и развивать научно-производственный потенциал предприятий радиоэлектронной промышленности, концентрировать ресурсы для создания Единой системы управления тактического звена, а также разрабатывать и производить продукцию гражданского назначения.
По итогам 2013 года согласно докладу Стокгольмского института исследования проблем мира концерн вошел в 100 крупнейших военно-промышленных компаний мира по объёмам продаж.
В марте 2014 года в структуре «Ростеха» создан холдинг АО «Объединённая приборостроительная корпорация», в который вошло ОАО "Концерн «Созвездие» наряду с ОАО «Концерн радиостроения „Вега“», ОАО «Системы управления», а также ФГУП «Центральный научно-исследовательский институт экономики, информатики и систем управления» («ЦНИИ ЭИСУ»).
В июле 2014 года компания была включена в санкционный список США. Однако, по словам представителя концерна, их деятельность не зависит от Соединённых Штатов, и санкции не оказали влияния на предприятие.
По итогам 2014 года признано крупнейшим налогоплательщиком Воронежской области с общим объёмом отчислений в бюджеты всех уровней 2,33 млрд руб.
9 мая 2015 года в Параде Победы в Москве приняли участие передовые образцы техники, оснащённые средствами связи и управления, которые были произведены на предприятии. Так, главная премьера парада — танки «Армата», а также бронетранспортеры «Курганец-25», бронеавтомобили «Тайфун», зенитные ракетно-пушечные комплексы «Панцирь-С1», ракетные комплексы ПВО «Бук-М2», пусковые установки зенитной ракетной системы С-400, автономные пусковые установки «Ярс» и др.

## Деятельность
Концерн «Созвездие» занимается разработкой и производством высокотехнологичных интеллектуальных систем управления и связи, радиоэлектронной борьбы и специальной техники, отвечающих потребностям Вооруженных Сил и других специальных формирований, современных систем и средств, а также гражданской и телекоммуникационной продукции на основе последних научно-технических достижений и инновационных технологий.
Опора на передовые научно-технические достижения и инновационные технологии, а также наличие хорошо оснащенного, высокоточного наукоемкого производства позволяют концерну разрабатывать современные образцы продукции, стабильно наращивая объёмы производства.
В Концерне выделены три базовых направления продукции:
- продукция военного назначения;
- продукция двойного назначения и профессиональные системы связи и управления;
- продукция гражданского назначения.

Основные направления деятельности в части разработок и производства:
- автоматизированные системы связи и управления для стратегического звена;
- автоматизированные системы связи и управления для тактического и оперативного звена;
- автоматизированные системы связи и управления для ПВО и ПРО;
- автоматизированные системы и средства радиоэлектронной борьбы, РЭБ;
- автоматизированные системы связи и управления специального назначения;
- профессиональные системы и средства связи и системы связи общего пользования[13].

## Руководство
- Вилков Сергей Валерьевич — Исполнительный директор АО "Концерн «Созвездие» (с октября 2022 года).

## Кадровый состав
На 1 мая 2015 года в компании работало 5418 человек. Средний возраст сотрудников — 42,6 года. Высшее образование имеют 75,4 % сотрудников, в молодёжной группе эта доля составляет 89 %.
30 человек являются лауреатами государственных премий. В концерне работает 1 член-корреспондент РАН, 1 член-корреспондент РАВН[уточнить], 1 заслуженный деятель науки РФ, 21 профессор, 17 докторов наук, 177 кандидатов наук, 39 аспирантов. Успешно проводятся образовательные проекты, в рамках которых организована работа 7 филиалов кафедр и 1 базовой кафедры ведущих вузов региона по подготовке специалистов — ВГУ, ВГТУ, ВГУИТ и МИКТ.
Особое место в социальной политике концерна занимает действующая заочная аспирантура по 3 техническим и 1 экономической специальностям.
В «Созвездии» уделяется большое внимание профориентации на инженерные специальности, адаптации и закреплению молодых специалистов на предприятии, постоянно совершенствуется система мотивации работников. Реализуются программы «Молодые специалисты», «Резерв» и другие.

## Награды
Сотрудники АО «Концерн „Созвездие“» удостоены высокой награды Правительства РФ за разработки в области радиоэлектронной борьбы. Премия Правительства РФ присуждена директору НТЦ «РЭБ и спецсвязь» М. Л. Артемову, заместителю директора НТЦ Ю. Н. Рыбалкиной, начальнику 403 ВП МО С. Г. Борисову, начальнику НТУ Ю. Н. Куликову и заместителю начальника НТУ О. В. Афанасьеву, а также ВрИО генерального директора ОАО ТНИИР «Эфир» В. И. Ирадионову.
Ежегодно сотрудники концерна занимают призовые места в конкурсах профессионального мастерства. В 2016 году представители «Созвездия» вновь вошли в число победителей областного конкурса «Золотые руки» в номинациях «Токарь» и «Фрезеровщик».

## Интегрированная структура концерн «Созвездие»
Объединение 20 предприятий радиоэлектронной промышленности из 11 регионов России. В состав интегрированной структуры входят компании и предприятия: Концерн «Созвездие», ВНИИ «Вега», ВЦКБ «Полюс», Электросигнал, НИИЭТ (Воронеж); ТЗ «Октябрь», ТЗ «Ревтруд», ТНИИР «Эфир», Тамбоваппарат (Тамбов); КБОР, НПП «Волна», НИИССУ (Москва); КПЗ «Каскад», КБ «Селена» (Краснодар); Алмаз (Ростов-на-Дону); Завод «Луч» (Осташков, Тверская область); АО НПП «Старт» (Великий Новгород); Рязанский радиозавод (Рязань); СЗР (Славгород, Алтайский край); Янтарь (Владикавказ).

## Санкции
В 2014 году, на фоне начала российско-украинской войны, предприятие внесено в санкционный список США «против организаций, занимающихся поставками оружия или сопутствующих материалов, а также подрывающих суверенитет Украины».
8 апреля 2022 года, на фоне вторжения России на Украину, предприятие было внесено в санкционные списки стран Евросоюза так как "блоки «Борисоглебск-2» использовались российскими вооруженными силами во время военной агрессии России против Украины в 2022 году. До этого система «Борисоглебск-2» применялась на территории сепаратистской так называемой «Луганской народной республики» на Восточной Украине. Таким образом, ОАО «Концерн „Созвездие“ несет ответственность за поддержку материально или финансово действий, которые подрывали или угрожали территориальной целостности, суверенитету и независимости Украины».
Также, по аналогичным основаниям, предприятие находится под санкциями Канады, Швейцарии, Украины и Японии.